# 밤소풍
《재주소년 유상봉의 밤소풍》은 대한민국의 방송국인 한국방송공사의 라디오 채널 U-KBS MUSIC에서 재주소년 유상봉이 진행하는 저녁 8시부터 밤 10시까지 방송하는 라디오 방송이다.

## 코너
- 사연과 신청곡
- 요일별 코너
  - 화요일 : Show me love
  - 목요일 : 철봉의 효과
  - 토요일 : 틀라시면 틀겠어요
  - 일요일 : 버킷리스트

## 같이 보기
- KBS
- U-KBS MUSIC